# 弗朗切斯科·达迪尼

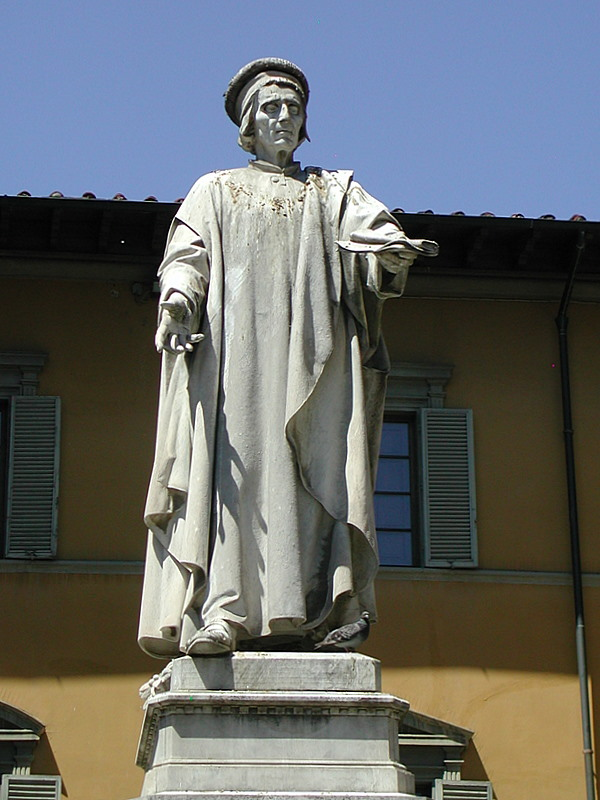
位于意大利普拉托的达迪尼雕像

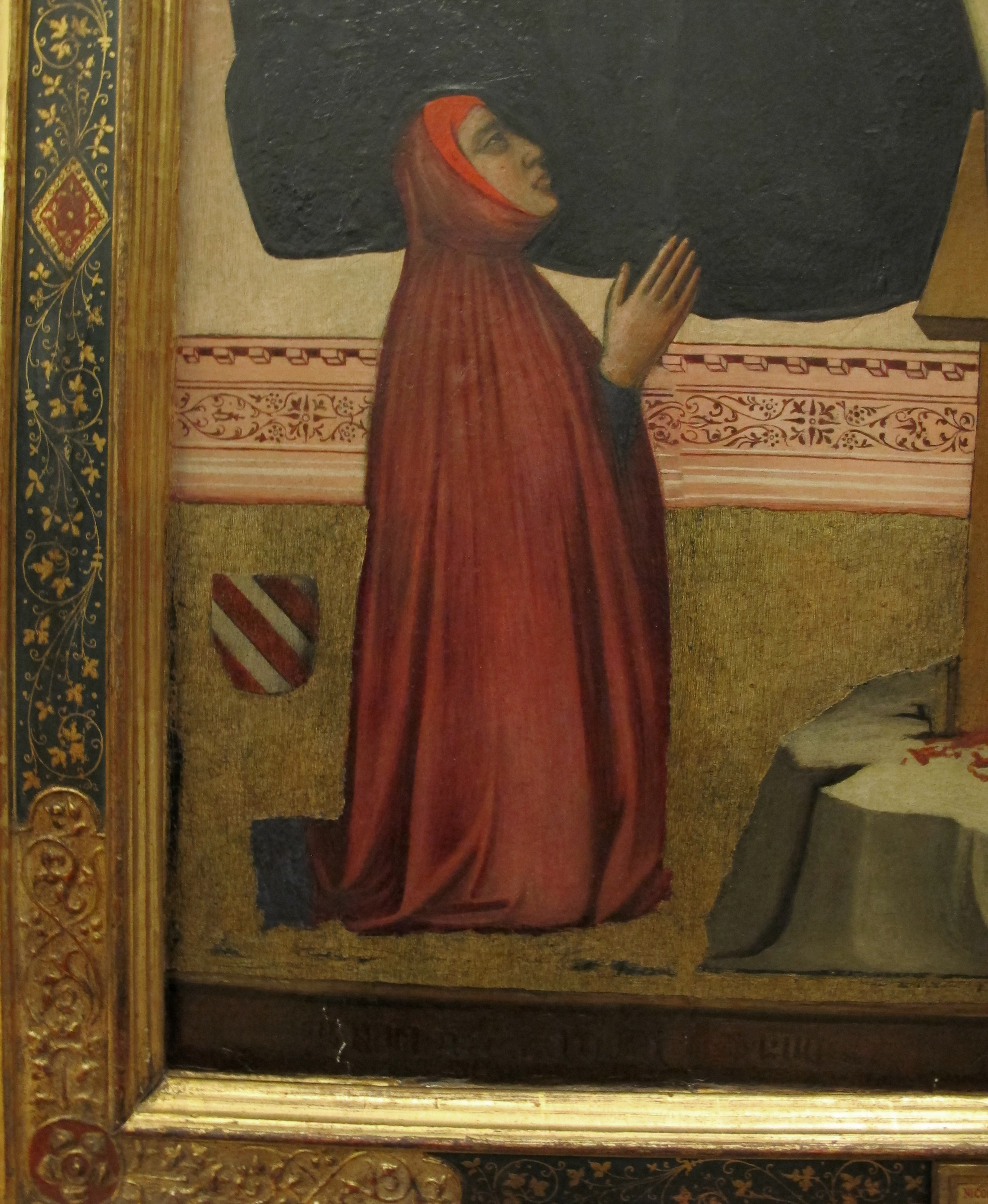
意大利画家创作的达迪尼形象，1400年作

弗朗切斯科·达迪尼（意大利语：Francesco di Marco Datini，約1335年—1410年8月16日）是一位意大利商人，普拉托人，因其于1383年创办了世界首个合伙企业而出名。

## 生平
达迪尼是马可·迪·达迪诺和蒙娜·韦尔米利亚的四个孩子之一。他的父母和他们的两个孩子于1348年死于黑死病。
在他父母去世后，他被一位被他称为"替代母亲"的女性抚养长大，他们的关系比较融洽。
之后，达迪尼来到佛罗伦萨，成为一位商人的学徒。1358年，因为当时的教皇搬到了阿维尼翁，他跟随其加入的一伙商人也来到了阿维尼翁，并一直在当地居住到1382年。他踏足的第一个业务是武器贸易，百年战争期间，其在阿维尼翁的经营颇有利润。最后，他成为了一名奢侈品和艺术品的供应商，主要服务于居住在当地的红衣主教。在这些顾客购买的艺术品中，有些首次面向个人销售、非宗教用途。而在此之前，教会才一直是艺术品的主要顾客。后来，教皇和其他一些虔诚的个人，委托达迪尼供应宗教艺术品，但他对宗教艺术品本身并不感兴趣，更关心产品的质量是否能取悦买主的兴趣。进入文艺复兴时期后，个人购买艺术品成了日渐流行的趋势。
1376年，达迪尼与多梅尼科·班迪尼和黛安娜·格拉迪尼的女儿——玛格丽塔·班迪尼订婚。玛格丽塔的父亲因参与反对共和国的阴谋而被处死，他的兄弟也被流放，之后她和母亲住在阿维尼翁。这对夫妇于1382年回到普拉托居住，达迪尼在那里的生意也依旧兴隆。
在接下来的27年里，这对夫妇经常通过信件沟通。这些信让外人深入了解到了他们的婚姻情况，如达迪尼的个性和事业，玛格丽塔对家庭的管理等。因担心黑死病威胁安全，1400年6月到1401年9月，两人和达迪尼的私生女吉内夫拉，从普拉托逃到了博洛尼亚短暂生活。之后达迪尼于1410年正常去世。
1870年，在位于普拉托的夫妇公馆的楼梯井内，发现了500本有关达迪尼生意的账簿和15万份文件。这些资料为后人深入了解达迪尼以及14-15世纪意大利商人阶级的的商业生活提供了帮助。
达迪尼去世后，被葬于普拉托的圣弗朗西斯科教堂。他的陵墓大理石板由尼科尔·迪·皮耶罗·兰伯特设计。由于达迪尼没有合法的或男性继承人，他把他的大部分财产都留给了以他命名的慈善基金会。

## 脚注
1. 1 2 3 4  Padgett, John F.; McLean, Paul D. . American Journal of Sociology. 2006, 111 (5): 1463–1568. doi:10.1086/498470.
2. 1 2 3 4 5  The Middle Ages: an Illustrated History. Barbara A. Hanawalt. Oxford University Press, New York, 1998. ISBN 0-19-510359-9
3. ↑  M. M. Postan and Edward Miller.  2nd. Cambridge University Press. 1987: 378–379. ISBN 0-521-08709-0.
4. ↑  Cassandro, Michele. . Giampiero Nigro  (编). . Firenze: Firenze University Press-Fondazione Istituto Internazionale di Storia Economica. 2013: 56. ISBN 978-0879235963.
5. ↑  James, Carolyn. . Giampiero Nigro  (编). . Firenze: Firenze University Press-Fondazione Istituto Internazionale di Storia Economica. 2010: 56. ISBN 978-0879235963.
6. ↑  Datini, Margherita. . James, Carolyn., Pagliaro, Antonio. Toronto: Iter Inc. 2012: 353. ISBN 978-0-7727-2116-7. OCLC 1029434884.
7. ↑  John Reader. . Boston: Atlantic Monthly Press. 2004: 94. ISBN 0-87113-898-0.
8. ↑  Origo, Iris. . Oxford: Alden Press. 1957: 11. ISBN 0879235969.